# SuZy
SuZy (Istanbul, 1961) est une chanteuse turco-israélienne chantant en ladino.
Elle part en Israël en 1979, et après le lycée à Jaffa, Suzy étudie la philologie anglaise et française à l'université de Tel Aviv. Elle travaille 6 ans comme décoratrice d'intérieurs et elle décide d'enregistrer les chansons traditionnelles de sa famille après la mort de sa tante et sa grand-mère (Herencia, 1998).

## CD
- Aromas & Memories (2005) de Margalit Matitiahu.
- Estos Y Munchos (2001)
- Herencia (1998)